# دوري كازاخستان الممتاز 2002
دوري كازاخستان الممتاز 2002 (الروسية: Чемпионат Казахстана по футболу 2002) هو الموسم 11 من دوري كازاخستان الممتاز. أقيم خلال الفترة 28 أبريل 2002 وحتى 24 أكتوبر 2002، وأشرف على تنظيمه الاتحاد الأوروبي لكرة القدم، وكان عدد الأندية المشاركة فيه 12، وفاز فيه نادي إيرتيش بافلودار.